# خايمي الأول دوق براغانزا
الدوم خايمي من براغانزا (1479-1532) كان الرابع دوق براغانزا والثاني دوق غيماراش هو الذي أعاد أحياء الثروة والسلطة أسرة براغانزا التي تمت مصادرتها من قبل الملك جواو الثاني ملك البرتغال، يأتي خايمي من نسل أفونسو الأول دوق براغانزا ابن الغير شرعي جواو الأول ملك البرتغال وأمه هي ابنة فرناندو دوق فيسيو ابن دوارتي الأول.
كان صغيراً عندما تم اعتقال والده فرناندو الثاني دوق براغانزا وخاله ديوغو الأول من بيجا وفيسيو، بحيث تم اعدمهم بالتهمة الخيانة، عندما تم اكتشاف جواو الثاني مؤمراة بين النبلاء ضد التاج بعد وفاة والده تم نفي الأسرة نحو قشتالة وصودرت ممتلكاتهم وثروتهم بعد وفاة الملك جواو الثاني في 1495، مرر العرش إلى خاله مانويل الأول الذي رحب بهم وارجعهم إلى البرتغال، وفي 1498 أثناء مغادرة مانويل الأول إلى رحلته إلى قشتالة، أعلن كوريث للعرش لفترة وجيزة، وأيضا أعلن وريث للعرش بين عامي 1500 و1502 بعد وفاة إنفانتي ميغيل.
وأيضا هو جد كاترين حفيدة مانويل بعد من خلال زواج ابن مانويل من ابنة خايمي وانجبا كاترين، وتزوجت كاترين لاحقاً من ابن خالها  جواو الأول دوق براغانزا، كانت حفيدته المطالبة بالعرش (1580) بعد وفاة عمها الكاردينال.
يعتبر خايمي الجد الأكبر للأسرة الحكام لعرش البرتغال بعد وصول حفيد حفيده جواو الثاني دوق براغانزا إلى سدة الحكم عام 1640 منهيا حكم أسرة هابسبورغ.
- Genealogy of Jaime, 4th Duke of Braganza, in Portuguese